# Szent Vendel-kápolna (Békásmegyer)

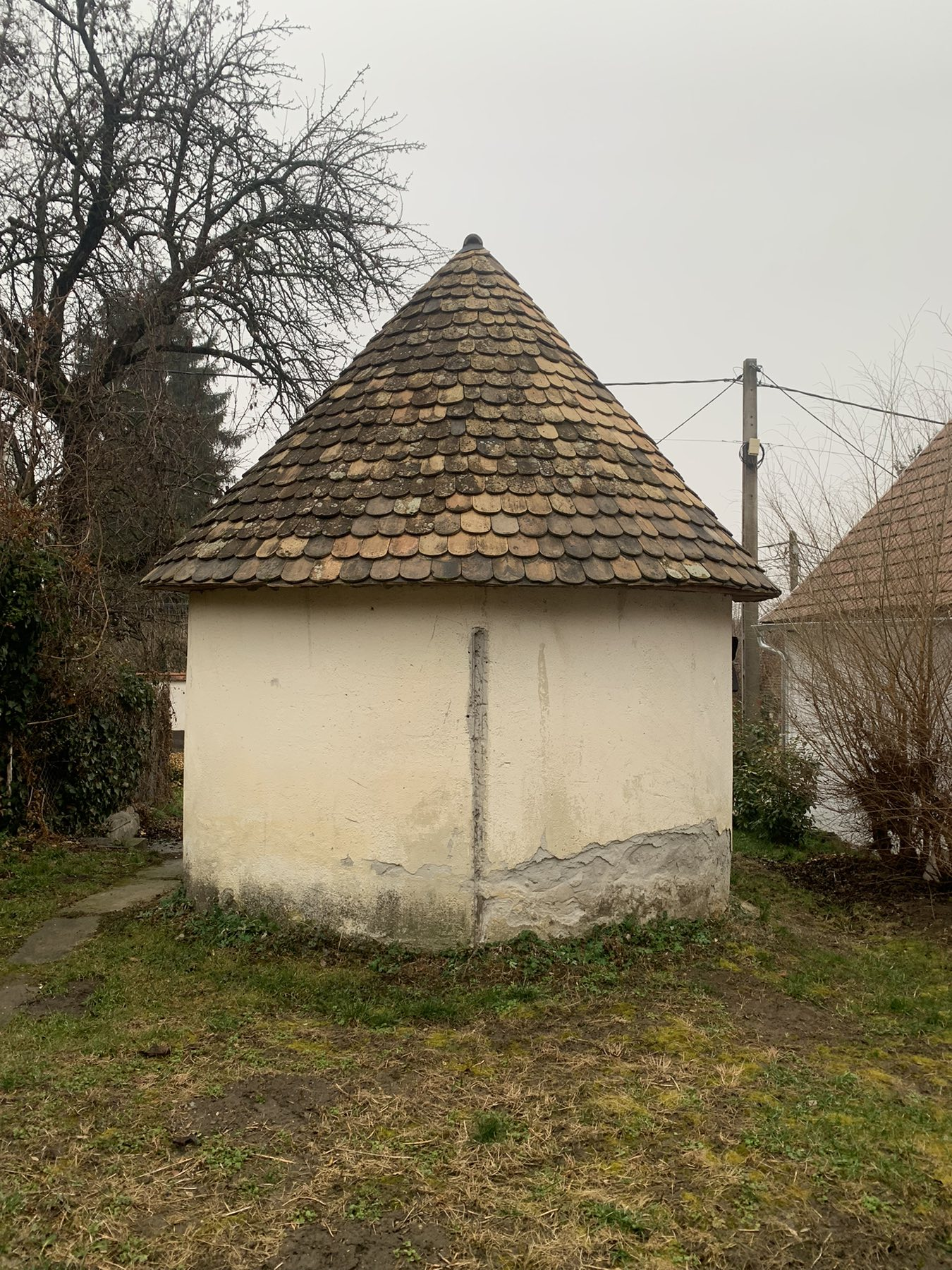
Felújított tetőszerkezet és épület

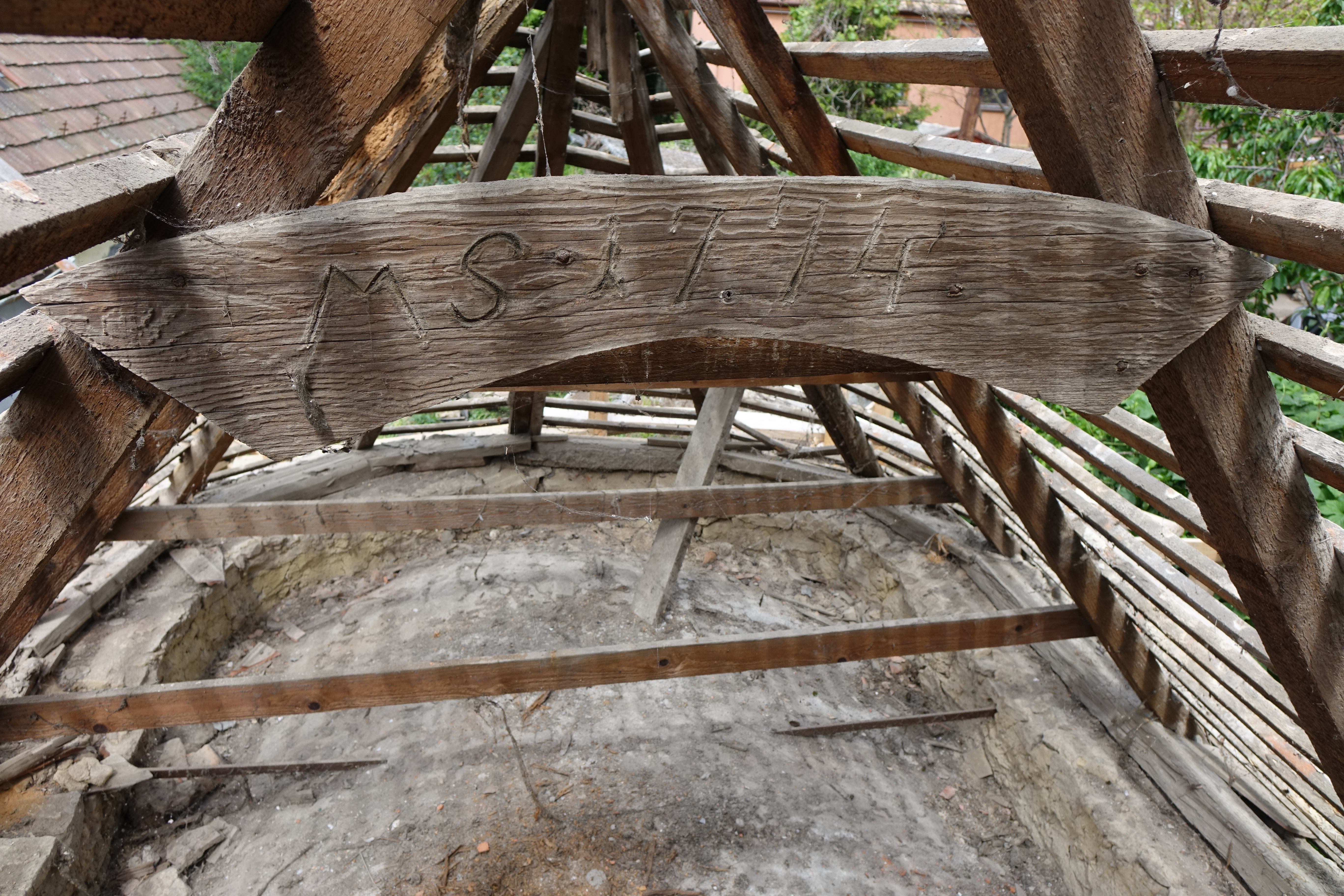
A tetőszerkezetben talált rejtélyes keresztfa ami a kápolna építési évére utalhat

A békásmegyeri Szent Vendel-kápolna egy körmeneti kápolna Budapest III. kerületében.

## Eredet
A mai Vendel utcai kápolnát Schifferer Mátyás építtette Fortwingl György házánál. Kőből épült a Boldogságos Szűz Mária tiszteletére. A kápolna feltehetőleg az 1774-ben épült.

## Stílus
Egyszerű félköríves záródású szentély, nyeregtetővel fedve. Homlokzatát és oromfalát barokkos lesarkítású tükrök tagolják, egyszerű, borított fa ajtaja felett az oromfalban félköríves szoborfülke, alatta IHS monogram, felette 1892-es évszám, amely valószínűleg legutolsó tatarozását jelzi. A kápolna falai simák, eredetileg fazsindelyes volt, amit a homlokzaton látható 1892-es tatarozás alkalmával cseréltek cserépre.

## Díszek
A kápolnában korábban elhelyezett műtárgyakat (Mária a gyermek Jézussal festmény, Szent Vendel szobra, szentségtartó) egy környékben lakó művész mentette meg a kidobástól évtizedekkel ezelőtt. Ezek restaurálása is megkezdődött, hogy megszépülve a kápolna felújításának befejezését követően a helyükre kerülhessenek.

## Átnevezés
Kezdetben Mária Kápolna volt a neve, de időközben a békásiak Szent Vendelnek, a pásztorok védőszentjének tiszteletére keresztelték át.

## Felújítás
2022-ben a Szent József Plébánia közössége megkezdte a kápolna felújítását és ők biztosítják a környezetének rendben tartását. Elbontották az utcai kerítést, kitakarították a kertet, megtörtént a rossz állapotban lévő tetőszerkezet és cserepezés felújítása, megerősítésre került a boltív. A tetőszerkezet felújításakor előkerült egy „MS 1774” feliratú tábla, mely a kápolna építésének időpontját jelezheti.

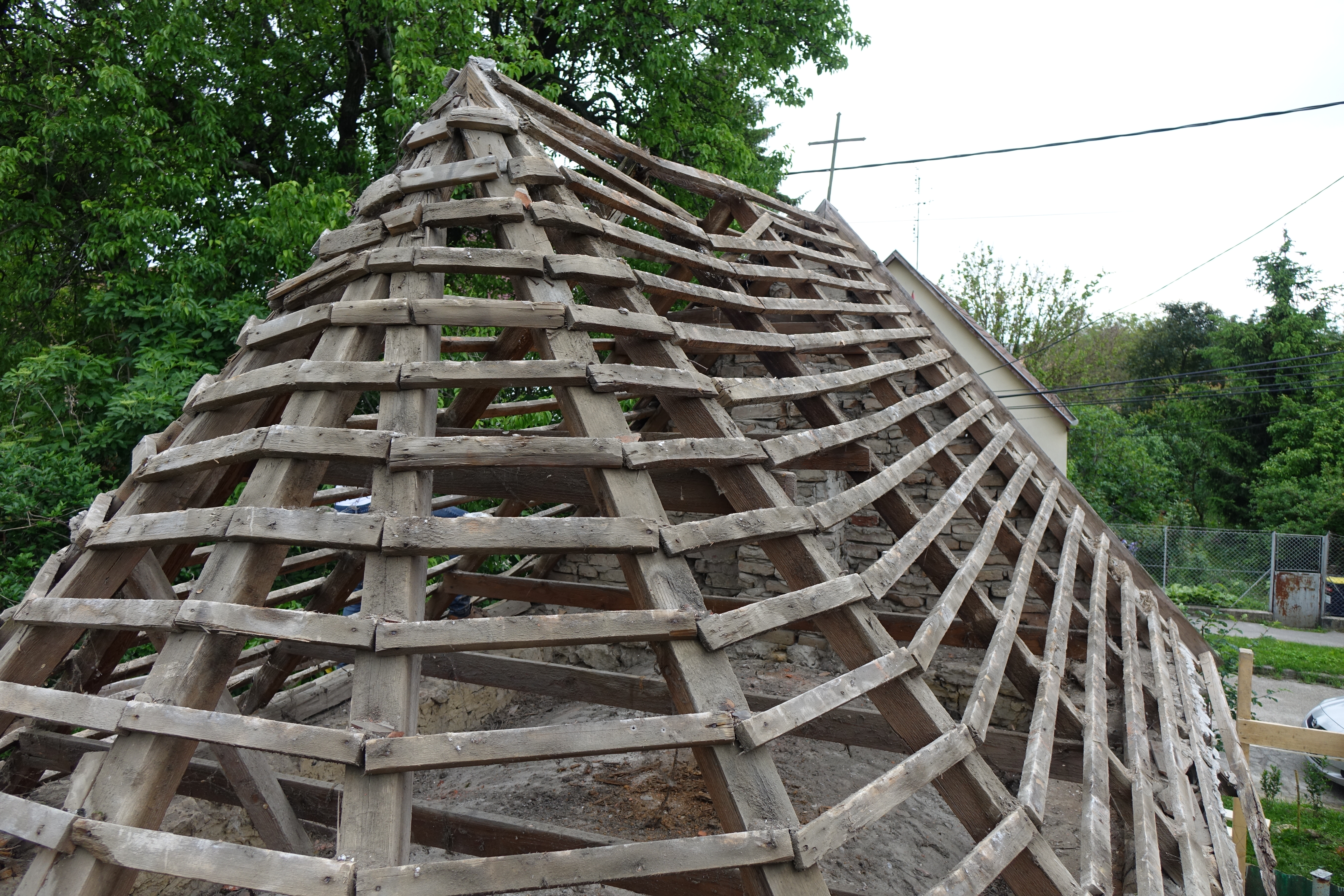
tetőszerkezet